# Мартина (Швейцария)
Мартина (нем. Martina) — деревня в Швейцарии, в кантоне Граубюнден.
Входит в состав региона Энджадина-Басса/Валь-Мюштайр (до 2015 года входила в округ Инн). Находится в составе коммуны Вальзот (до 2011 года — Члин). Население составляет 114 человек[когда?]. 